# Етьєн Франсуа де Шуазель

Герб герцога де Шуазеля

Етьє́н Франсуа́ де Шуазе́ль (фр. Étienne-François de Choiseul-Beaupré-Stainville; 28 червня 1719 — 8 травня 1785) — державний і військовий діяч, дипломат Французького королівства. Є автором цікавих «Мемуарів».

## Життєпис

### Молоді роки
Походив зі знатного шляхетського роду Шуазель. Старший син Жозефа де Шуазель-Бопре, маркиза Стенвілль, та Франсуази-Луїзи де Бассомп'єр. Народився 1719 року в Нансі (Лотарингія). Здобув гарну освіту, закінчивши Ліцей Людовика Великого. Потім перейшов на службу до французького короля, записавшись до Наваррського полку.
1739 року стає підполковником. Стає коханцем заможної Антуанети-Есташ де Гонто-Бірон (уроджена Кроза). Брав участь у Війні за австрійську спадщину. 1743 року підвищено було до полковника. 1744 року відзначився в битві біля Кунео в Італії. Після цього послідовно отримав чини бригадира та табірного маршала. У 1745—1748 роках брав участь в боях в Австрійських Нідерландах, зокрема в обороні міст Монс, Шарлеруа та Маастрихт. За це дістав підвищення до генерал-лейтенанта.

### Дипломатична робота
1750 року оженився з представницею впливового французького роду Кроза (молодшою сестрою й своєю колишньою коханкою), отримавши як посаг 120 тис. ліврів та паризький палац. Того ж року під час заснування Академії Станіслава в Нансі стає одним з її членів. Водночас увійшов в довіру (при посередництві сестри Беатріс) до впливової королівської фаворитки маркізи де Помпадур. 1753 року призначено бальї Вогезів. Того ж року призначено послом при Папському престолі в Римі.
1757 року було призначено послом при австрійському дворі у Відні. Сприяв створенню наступального союзу з Австрією в умовах початку Семирічної війни. Відповідно до договору Франція надавала австрійцям субсидії у 30 млн ліврів та повинна була спрямувати до Німеччини військо у 105 тис. солдат. За укладання цієї угоди став кавалером ордену Святого Духа. У 1758 році отримує титул герцога де Шуазеля та пера Франції. Як посол багато зробив для поєднання зусиль проти Великої Британії та її союзника Пруссії.

### Перший міністр
1758 року внаслідок поразок французів в Північній Америці та Німеччині кардинал Берні, що очолював дипломатію, пішов у відставку. За підтримки де Помпадур герцога де Шуазеля було призначено державним секретарем у закордонних справах. Він сприяв призначенню на посаду першого королівського фінансиста свого друга-банкіра Жан Жозефа де Лаборда. Невдовзі вперше після 1743 року Шуазеля було призначено першим міністром королівства.
Основні зусилля спрямував на гідний вихід Франції з Семирічної війни. Спочатку уклав так званий Третій Версальський договір з Австрією, спрямований проти Пруссії, за яким обіцяв союзнику надати субсидію в 60 млн ліврів та тримати в Німеччині 100-тисячне військо. 1759 року налагодив плідну співпрацю з Карлом VII, королем Неаполя, якому гарантував не оскаржувати його права на трон Іспанії.
Шуазель планував у 1759 році взяти реванш в британців за поразки у минулі роки. Для цього готував військовий удар по самій Великій Британії. Перше військо у 50 тис. солдатів повинно було перетнути з табору в Булоні Ла-Манш, друге (12 тис. французів, 12 тис. шведів і 22 тис. росіян) — атакувати Шотландію, третє — Ірландію. При цьому Шуазель намагався отримати підтримки флотів Данії, Голландії та Іспанії. Проте головним завданням було змусити британське військо відкликати сили та фінанси з континенту, залишивши Пруссію наоодинці з Францією, Росією та Австрією. Втім британський уряд дізнався про ці плани з французького посольства у Швеції. Водночас Луї-Жозеф де Монкальм, командувач французьких військ в Канаді, залишився без підкріплень.
У серпні 1759 року французи зазнали поразки від англо-прусського війська в битві біля Міндена. Втім російське військо завдало поразки пруссакам у битві біля Кунерсдорфа. Але дві поразки французького флоту від англійського фактично зруйнували план Шуазеля. У вересні англійці захопили Квебек. З цього часу Шуазель зрозумів, що війна фактично програна.
15 серпня 1761 року уклав так званий Третій сімейний пакт (відомий як Паризький договір) з новим іспанським королем Карлом III. Завдяки цьому Іспанія вступила у війну проти Великої Британії. 1761 року Шуазеля призначено було також державним секретарем у справах війни та військово-морського флоту та стає кавалером Ордену Золотого руна. Очолити французький флот доручив Антуану де Сартіну. При цьому передав посаду державного секретаря з закордонним справ стриєчному брату Сезар Габріель де Шуазель-Шевіньє.
Внаслідок низки поразок в Америці та Індії вимушений був укласти 9 вересня 1761 року перемир'я з Великою Британією. Цьому також сприяла відставка Вільяма Пітта, що був прихильником війни проти Франції до повної перемоги. Слідом за цим Шуазель починає докладати зусилля до укладання повноцінного мирного договору з новим британським урядом. Водночас продовжив військову кампанію проти Пруссії, відправивши до Німеччини 150-тисячне військо.
У листопаді 1762 року в Фонтенбло було укладено попередній договір з Великою Британією, який не торкався Пруссії. У 1763 року його було підтверджено Паризькою мирною угодою, завдяки якому вдалося зберегти володіння в Карибському басейні, Індії та Африці, але було втрачено Канаду.
Після закінчення війни доклав значних зусиль задля відновлення економіки, військового флоту та армії, а також позицій в колоніях. Ще 1762 року було проведено першу реформу у війську, яка сприяла дисципліні та покращила керованість батальйонами. Відбувалася заміна старих офіцерів на більш сучасно мислячих. 1762 року Шуазеля було призначено генерал-полковником швейцарців і Граубюндену, встановивши для католицьких кантонів чіткі правила. 1764 року стає герцогом де Амбуазом.
Водночас готував королівство до реваншу проти Великої Британії. Разом з тим відбувається згортання дружніх стосунків з Австрією, яка більше зблизилася з Російською імперією. В свою чергу Шуазель сприяв союзу Франції з Османською імперією для стримання Росії в просуванні на захід та південь. При цьому Шуазель сподівався на послабленнях обох суперників задля отримання Францією гегемонії в Середземному морі.
1766 року Шуазель повертає собі посаду державного секретаря з закордонним справ, передавши братові посаду державного секретаря у справах війни та військово-морського флоту. Після смерті Станіслава Лещинського наказав зайняти його володіння — герцогства Лотарингію і Бар, частину Люксембурга, Бйон, Каріньян, які було приєднано до Франції. Невдовзі наказує розпочати блокаду Женеви за відмови виконати план вмиротворення, запропонований Швейцарською конфедерацією.
1768 року підтримав Османську імперії, яка почала війну проти Російської імперії. Водночас надавав фінансову допомогу Барській конфедерації, яка виступала проти російського ставленика Станіслава II Потоцького.
Того ж року влаштував купівлю острова Корсика в Генуезької республіці за 200 тис. ліврів у рострочку 10 років. Для цього спочатку обіцяв допомогти Генуї у приборканні корсиканського повстання на чолі із Паскалем Паолі, але зайняв лише основні форти і порти. Лише отримавши згоду Генуї на продаж острова, відправив проти корсиканців більш значні сили. Але приборкати повстання вдалося лише 1769 року.
Водночас розпочав з Папським престолом перемовини щодо передачі Франції Авіньйона та Конта-Венессену. Втім перемовини 1768 року завершилися без результату.

### Відставка
1770 року Шуазель намагався скористатися Фолклендською кризою між Іспанією та Великою Британією для початку нової війни з останньою. Проте цього не бажав король Людовик XV, який відсторонив Шуазеля від усіх посад. Остаточне падіння спричинив конфлікт з новою королівською фавориткою мадам дю Баррі. 1771 року втратив останню посаду — генерал-полковника швейцарців.
Його було заслано до власного замку Шантлу (поблизу Амбуаза). 1774 року після сходження на трон Людовика XVI зумів повернутися до Парижа. Користувався підтримкою королеви Марії-Антуанети. Проте згодом повернувся до Шантелу, де помер від бронхіту 1785 року.

## Родина
Дружина — Луїза Оноріна, дочка Луї-Франсуа Кроза, маркіза де Шатель, королівського секретаря
Дітей не було, але Етьєном Франсуа де Шуазель всиновлено свого небожа Клода Антуана Габріеля де Шуазеля (1760—1838).